# هيرشل بينيت
هيرشل بينيت (بالإنجليزية: Herschel Bennett)‏ هو لاعب كرة قاعدة أمريكي، ولد في 21 سبتمبر 1896 في Elwood, Missouri ‏ في الولايات المتحدة، وتوفي في 9 سبتمبر 1964 في سبرينغفيلد في الولايات المتحدة.

## وصلات خارجية
- هيرشل بينيت على موقعبيزبول رفرنس.كوم (الدوري الرئيسي) (الإنجليزية)
- هيرشل بينيت على موقعبيزبول رفرنس.كوم (الدوري الثانوي) (الإنجليزية)